# Robinson (Illinois)
Robinson ist eine Stadt und Verwaltungssitz des Crawford County im Osten des US-amerikanischen Bundesstaates Illinois. Das U.S. Census Bureau hat bei der Volkszählung 2020 eine Einwohnerzahl von 7.150 ermittelt.

## Geografie
Robinson liegt auf 39°00'22" nördlicher Breite und 87°44'20" westlicher Länge. Die Stadt erstreckt sich über 9,6 km², die sich auf 9,4 km² Land- und 0,2 km² Wasserfläche verteilen.
Robinson liegt 14,6 km westlich des Wabash River, der die Grenze nach Indiana bildet.
Nach St. Louis sind es 250 km in westlicher Richtung, Illinois’ Hauptstadt Springfield liegt 219 km im Nordwesten, über das 74 km entfernte Terre Haute sind es 197 km in nordöstlicher Richtung nach Indianapolis und Kentuckys größte Stadt Louisville liegt 232 km im Südosten.

## Demografische Daten
Bei der Volkszählung im Jahre 2000 wurde eine Einwohnerzahl von 6822 ermittelt. Diese verteilten sich auf 2927 Haushalte in 1835 Familien. Die Bevölkerungsdichte lag bei 725,6/km². Es gab 3376 Gebäude, was einer Bebauungsdichte von 359,1/km² entsprach.
Die Bevölkerung bestand im Jahre 2000 aus 95,98 % Weißen, 1,16 % Afroamerikanern, 0,41 % Indianern, 0,63 % Asiaten und 0,67 % anderen. 1,14 % gaben an, von mindestens zwei dieser Gruppen abzustammen. 1,73 % der Bevölkerung bestand aus Hispanics, die verschiedenen der genannten Gruppen angehörten.
24,3 % waren unter 18 Jahren, 8,1 % zwischen 18 und 24, 25,9 % von 25 bis 44, 20,8 % von 45 bis 64 und 20,8 % 65 und älter. Das durchschnittliche Alter lag bei 39 Jahren. Auf 100 Frauen kamen statistisch 88,2 Männer, bei den über 18-Jährigen 82,0.
Das durchschnittliche Einkommen pro Haushalt betrug $30.153, das durchschnittliche Familieneinkommen $38.974. Das Einkommen der Männer lag durchschnittlich bei $31.890, das der Frauen bei $21.338. Das Pro-Kopf-Einkommen belief sich auf $16.637. Rund 8,2 % der Familien und 11,1 % der Gesamtbevölkerung lagen mit ihrem Einkommen unter der Armutsgrenze.

## Wirtschaft
Die größten Arbeitgeber sind die Raffinerie der Marathon Oil Company sowie die Schokoladenfabrik (Heath Toffee), die heute zur Hershey Company gehört.

## Bekannte Bewohner
- Skip Martin (1916–1976), Jazzmusiker, Arrangeur, geboren in Robinson.
- James Jones (1921–1977), Autor von Verdammt in alle Ewigkeit, geboren in Robinson.
- L. S. Heath, Vater des Heath toffee.
- Meyers Leonard (* 1992), Basketballspieler; geboren in Robinson.